# Euselasia arbassa
Euselasia arbassa är en fjärilsart som beskrevs av Jacob Hübner 1816. Euselasia arbassa ingår i släktet Euselasia och familjen Riodinidae. Inga underarter finns listade i Catalogue of Life.